# 速星七生
速星 七生（はやぼし ななお）は、日本の漫画家。1981年デビュー。1982年から1984年にかけて3冊のミステリー漫画を上梓した。

## 活動
1981年、短編漫画「愚国礼賛」が第4回マンガ少年新人賞の佳作に入選し、『月刊マンガ少年』（朝日ソノラマ刊）1981年5月号（最終号）に掲載されデビュー。同誌の後継誌として創刊された『月刊マンガデュオ』1981年9月号（創刊号）から1982年3月号（最終号）までコメディーミステリー『たいした問題じゃない』を連載した。
『月刊マンガデュオ』がリニューアルした隔月刊誌『デュオ』では1982年5月号（新創刊号）から1984年11月号まで探偵シャーロック・テームズが登場する『ナナオの症候群』を連載。1985年1月号からは『聖者の行進』の連載をスタートしたが、『デュオ』が1985年3月号をもって休刊となり、連載は中断。同誌の休刊とともに速星も執筆活動を休止した。

## 評価
本格ミステリー漫画の先駆的な描き手として評価されている。
『越境する本格ミステリ 映画・TV・漫画・ゲームに潜む本格を探せ!』（監修 小山正・日下三蔵、扶桑社、2003年）では「本格ミステリコミックの描き手たち」として8人の漫画家が紹介されており、高階良子、松本洋子、宮脇明子、野間美由紀らとともに速星が紹介されている。同書でミステリー評論家の廣澤吉泰は速星について、「速星七生のすごいところは、ネタだけ取り出してみればショートショートやパズルあるいはプラクティカル・ジョークにしかならないようなものを、小味なミステリに仕立てている点である」、「ミステリというジャンルの奥深さを実感させてくれる」と評し、「強く再刊を切望する」と述べている。
また、ミステリー評論家の福井健太は著書『本格ミステリ漫画ゼミ』（東京創元社、2018年）で速星について「記憶されるべき異才」、「英国の含蓄を活かし、高度なウィットを盛ったコメディで、小さなアイデアから洒脱なプロットを紡ぐセンスは他に類を見ない」、「わずか三冊のコミックスで存在感を残した稀代の才能」と評している。

## 作品リスト

### 連載
- たいした問題じゃない（全1巻）（『月刊マンガデュオ』1981年9月号-1982年3月号）
  - 朝日ソノラマ 〈サンコミックス〉、1982年6月発行、ISBN 4-257-91698-2
- ナナオの症候群 -名探偵テームズ-（全2巻）（『デュオ』1982年5月号-1984年11月号）
  - 1巻：朝日ソノラマ〈サンコミックス・ストロベリー・シリーズ〉、1983年7月発行、ISBN 4-257-91749-0
  - 2巻：朝日ソノラマ〈サンコミックス・ストロベリー・シリーズ〉、1984年12月発行、ISBN 4-257-91815-2
- 聖者の行進（『デュオ』1985年1月号、3月号）（雑誌休刊により未完）

### 短編
- 愚国礼賛（『月刊マンガ少年』1981年5月号） - 単行本『たいした問題じゃない』に収録

## 『たいした問題じゃない』
ロンドン警視庁（スコットランドヤード）のマッキアン主任警部、ダミアン部長刑事、マッキアンの友人で自称「歩く百科辞典」、アイザック・レヴィンのトリオによるコメディーミステリー漫画。略称は「たい問」。作者は単行本あとがきで本作について、「英国産の推理小説のように、機知にあふれた謎解きものを描きたかったのだが、えらくすっとぼけたもんになってしまった」と述べている。
- エピソード一覧
  - 第1話 USD連盟（リーグ）
  - 第2話 女王陛下のボンド教授
  - 第3話 お料理交響曲
  - 第4話 伏魔殿
  - 第5話 ミス・スミスはミスった
  - 第6話 放火びよりの脳天気
  - 第7話 世界は動物園